# تنوما
تنوما (به لاتین: Tõnumaa) یک روستا در استونی است که در دهستان ویگولا واقع شده‌است.